# Воєнно-історичний музей штаба кавалерійської бригади Г. Котовського
Військово-історичний музей штабу кавалерійської бригади Г. І. Котовського — єдиний у своєму роді військово-історичний музей, пов'язаний із діяльністю в Молдові та в Україні під час Громадянської війни червоного командира. Розташований у м. Тирасполі в будівлі колишнього міського готелю «Париж». Належить до найбільш значних історичних пам'яток Тирасполя. Структурно є частиною Тираспольського об'єднаного музею, куди входять також історико-краєзнавчий музей, музей історії Суворовської фортеці, будинок-музей винахідника протигазу академіка М.Д. Зелінського та картинна галерея. Наразі, у зв'язку з загрозою обвалення будівлі, експозицію повернуто до центральної будівлі Тираспольського об'єднаного музею.

## Історія
У будівлі, де сьогодні міститься музей, в 1920 році розташовувався штаб кавалерійської бригади Г. І. Котовського, яка брала участь у захопленні міста та розгромі військ ЗСПР. Тут же недовго жив сам Григорій Іванович і, за даними тираспольських істориків, відсвяткував тут своє весілля.
Музей було відкрито у червні 1991 року. На відкритті був присутній син Г.Г. Котовського.

## Дискусії про долю музею
У 2010—2011 роках точилися дискусії щодо доцільності збереження штабу-музею в Тирасполі. Зокрема голова Тираспольської держадміністрації В. І. Костирко висловив думку про необхідність знесення «старої будівлі» у центрі придністровської столиці. Однак Президент ПМР та низка громадських і політичних діячів висловилися проти цієї ідеї, виступивши за збереження унікального музею.
У 2017 році, у зв'язку з аварійністю будівлі, експозицію, присвячену Г. І. Котовському, повернули до Тираспольського об'єднаного музею.

## Експозиція
Експозицію музею становлять деякі речі, подаровані сином комбригу Г. Г. Котовським, книги, фотографії, пов'язані з діяльністю кавбригади Котовського, а також історичні стенди, оформлені сучасними художниками

## Особистість Г.І.Котовського та його кавалерійська бригада в історії Придністров'я
Для Придністров'я постать Котовського значуща ще й тому, що комбриг, що входив до першої п'ятірки вищого командного складу Червоної армії, стояв біля джерел державності Придністров'я, став одним із ініціаторів створення на території лівобережжя Дністра Молдавської Автономної РСР. Котовському також належить заслуга у відновленні низки промислових підприємств біля сучасного Придністров'я після Громадянської війни, створення мережі підприємств споживчої кооперації та сільськогосподарських комун.
У 1915 році в місті Бендери здійснив розбійне пограбування казначейства і відпустив понад 60 карних злочинців з арештантського вагона, що стояв на залізничній станції.